# Lasioglossum andrewsi
Lasioglossum andrewsi är en biart som först beskrevs av William Forsell Kirby 1900.  Lasioglossum andrewsi ingår i släktet smalbin, och familjen vägbin. Inga underarter finns listade i Catalogue of Life.

## Bildgalleri

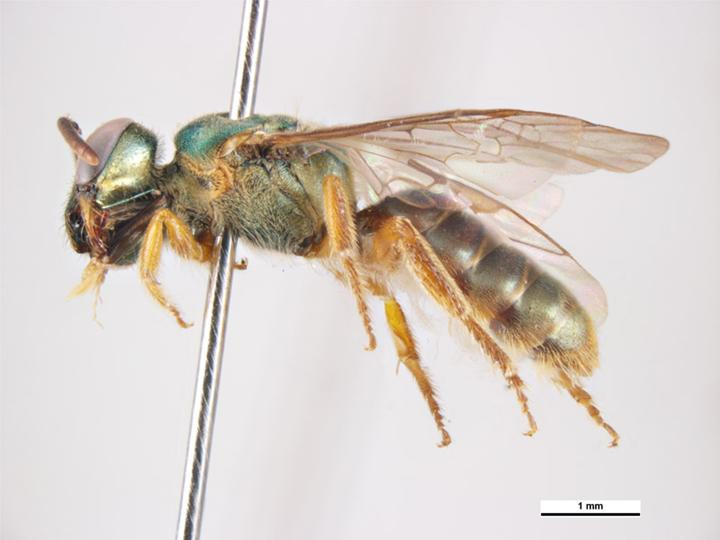
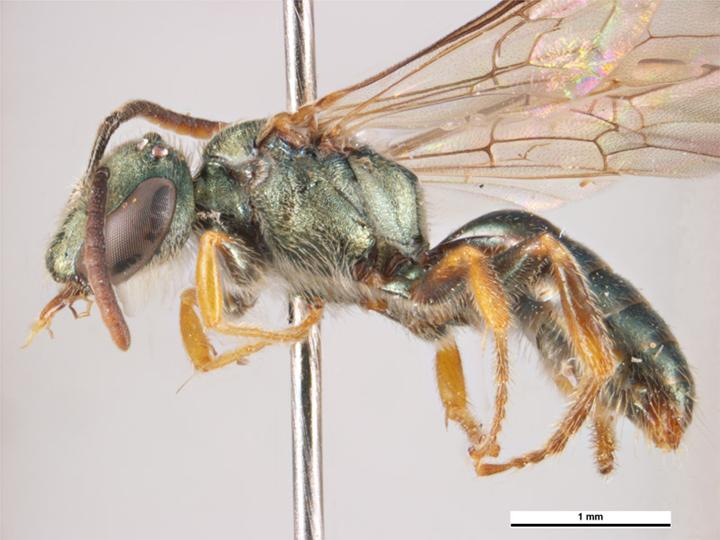